# VG-21
Pour les articles homonymes, voir Route nationale 104.
La VG-21 est une route nationale espagnole qui permet d'accéder à Vitoria-Gasteiz (au Pays basque) depuis l'A-1 en venant de l'est (Pampelune...).
Elle se détache de l'A-1 avant de prolonger la Calle de Valladolid.
D'une longueur de 8,4 km environ, elle relie l'A-1 au centre de Vitoria-Gasteiz.